# Memoriał Eugeniusza Nazimka 1999
Memoriał im. Eugeniusza Nazimka 1999 – 17. edycja turnieju w celu uczczenia pamięci polskiego żużlowca Eugeniusza Nazimka, który odbył się dnia 10 października 1999 roku. Turniej wygrał Maciej Kuciapa.

## Wyniki
- Stadion Stali Rzeszów, 10 października 1999
- NCD: Piotr Winiarz – 68,32 w wyścigu 2
- Sędzia: Sławomir Jędraś

| Msc. | Zawodnik              | Klub         | Pkt  |             |  |
| ---- | --------------------- | ------------ | ---- | ----------- |  |
| 1    | (3) Maciej Kuciapa    | Rzeszów      | 13   | (3,3,2,3,2) |  |
| 2    | (12) Damian Baliński  | Leszno       | 11+3 | (w,3,2,3,3) |  |
| 3    | (8) Piotr Winiarz     | Rzeszów      | 11+2 | (3,0,3,2,3) |  |
| 4    | (10) Roman Jankowski  | Leszno       | 11+1 | (3,3,3,2,0) |  |
| 5    | (1) Grzegorz Rempała  | Rzeszów      | 10   | (2,3,2,1,2) |  |
| 6    | (14) Bohumil Brhel    | Czechy       | 9    | (2,1,1,2,3) |  |
| 7    | (5) Piotr Świst       | Rzeszów      | 8    | (2,1,3,d,2) |  |
| 8    | (16) Tomasz Jędrzejak | Ostrów Wlkp. | 8    | (1,1,3,1,2) |  |
| 9    | (13) Rafał Wilk       | Rzeszów      | 7    | (0,2,2,3,d) |  |
| 10   | (9) Janusz Stachyra   | Rzeszów      | 6    | (1,0,0,2,3) |  |
| 11   | (6) Adam Skórnicki    | Leszno       | 5    | (0,0,1,3,1) |  |
| 12   | (11) Adam Pawliczek   | Rybnik       | 5    | (2,2,0,1,0) |  |
| 13   | (4) Mirosław Cierniak | Wrocław      | 5    | (1,2,0,1,1) |  |
| 14   | (15) Tomasz Rempała   | Rzeszów      | 4    | (3,0,0,0,1) |  |
| 15   | (2) Jacek Rempała     | Grudziądz    | 4    | (0,2,1,0,1) |  |
| 16   | (7) Tomasz Bajerski   | Gorzów Wlkp. | 3    | (1,1,1,0,0) |  |
|      | rez. Sławomir Czarnik | Rzeszów      |      | (ns)        |  |
|      | rez. Andrzej Rybka    | Rzeszów      |      | (ns)        |  |

Bieg po biegu
1. [68,37] Kuciapa, G.Rempała, Cierniak, J.Rempała
2. [68,32] Winiarz, Świst, Bajerski, Skórnicki
3. [70,43] Jankowski, Pawliczek, Stachyra, Baliński
4. [70,81] T.Rempała, Brhel, Jędrzejak, Wilk
5. [69,66] G.Rempała, Wilk, Świst, Stachyra
6. [69,92] Jankowski, J.Rempała, Brhel, Skórnicki
7. [70,15] Kuciapa, Pawliczek, Bajerski, T.Rempała
8. [69,85] Baliński, Cierniak, Jędrzejak, Winiarz
9. [69,99] Jędrzejak, G.Rempała, Skórnicki, Pawliczek
10. [69,71] Świst, Baliński, J.Rempała, T.Rempała
11. [70,53] Winiarz, Kuciapa, Brhel, Stachyra
12. [70,89] Jankowski, Wilk, Bajerski, Cierniak
13. [70,09] Baliński, Brhel, G.Rempała, Bajerski
14. [70,89] Wilk, Winiarz, Pawliczek, J.Rempała
15. [70,70] Kuciapa, Jankowski, Jędrzejak, Świst
16. [72,30] Skórnicki, Stachyra, Cierniak, T.Rempała
17. [70,60] Winiarz, G.Rempała, T.Rempała, Jankowski
18. [71,57] Stachyra, Jędrzejak, J.Rempała, Bajerski
19. [70,96] Baliński, Kuciapa, Skórnicki, Wilk
20. [71,34] Brhel, Świst, Cierniak, Pawliczek
21. Wyścig dodatkowy: [71,34] Baliński, Winiarz, Jankowski